# Milesia
Milesia là một chi ruồi trong họ Syrphidae.